# 龙华革命烈士纪念地

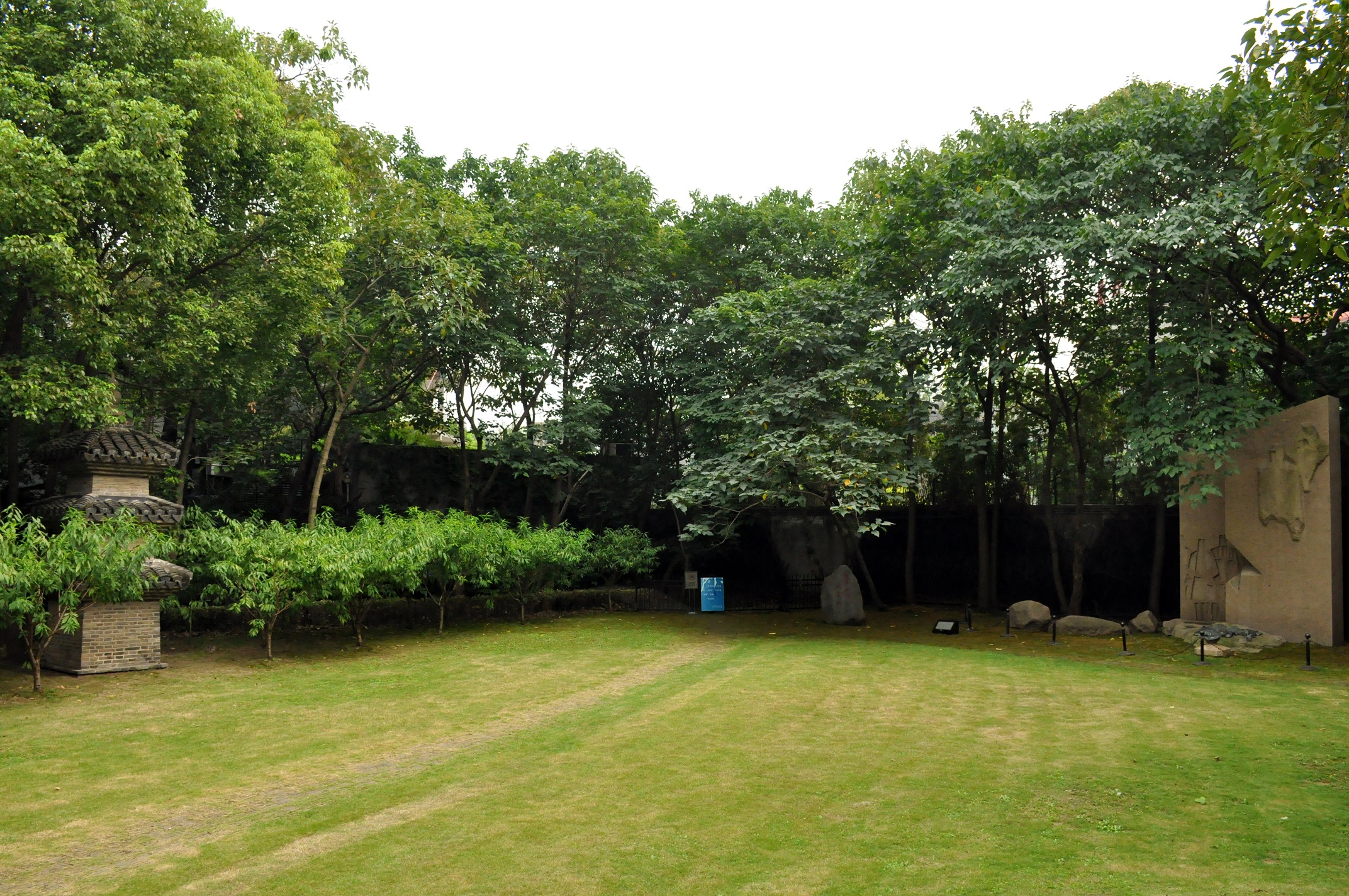
龙华革命烈士就义地

龙华革命烈士纪念地，位于中國上海市徐汇区龙华路2591号和2577号内以及2501弄1号，由原国民党淞沪警备司令部旧址和龙华革命烈士就义地两部分组成。其中的龙华革命烈士就义地于1959年5月26日被上海市人民委员会公布为上海市文物保护单位。1977年12月7日被上海市革命委员会公布为上海市纪念地点。1984年5月4日，再次被上海市人民政府公布为上海市文物保护单位。1988年1月13日，由龙华革命烈士就义地与原国民党淞沪警备司令部旧址共同构成的龙华革命烈士纪念地被国务院公布为第三批全国重点文物保护单位。

## 历史

### 近代
清同治十年（1871年），江南制造分局枪子厂厂房修筑完成。辛亥革命后，这座厂房先后成为松沪护军使署和淞沪商埠督办公署。1927年3月，国民革命军攻克上海后，该厂房被用作淞沪警备司令部的办公地。与其配套的看守所建成于1916年，1926年经过被改为重修后一度被用作浙、闽、苏、皖、赣五省联军总司令部驻沪军法处监狱。1926年时就有人在此被杀，其中包括1926年10月26日被杀的上海工人自卫团指挥奚佐尧。
1927年至1937年，多达9000名社会人士先后被关押在此，其中800人被枪杀:202。截至2014年，可核实具体姓名的被杀人数已有100余名，其中包括于20世纪20年代被杀的陈延年、罗亦农、赵世炎、彭湃、杨殷等共产党员，和1931年2月7日晚在此遭到集体枪杀的龙华二十四烈士:93。抗日战争爆发后，上海沦陷，淞沪警备司令部被撤销，旧址建筑大部被毁，仅剩余大门及其北侧平房，办公用房和警卫室。抗日战争胜利后，该建筑被南京国民政府重新接收，并在其内设置了工厂。

### 现代
1949年上海被解放军占领后，淞沪警备司令部旧址作为革命烈士纪念地受到保护。原有工厂厂房部分被接管，即南京军区后勤部下属工厂。1950年4月，通过当地居民提供的线索，上海市政府的相关工作人员在当年淞沪警备司令部的刑场之一（今龙华路2501弄1号）挖掘出18具完整的遗骸和数具头骨、身骨及肢骨不全的遗体，以及部分遗物。文化大革命期间，原司令部门楼上的瞭望岗楼被拆除，其余的建筑并未受到严重破坏。1977年12月，司令部刑场被作为“就义地”，并被列为上海市纪念地点。1981年，上海烈士陵园将龙华二十四烈士殉难处辟为纪念地，并于1984年5月4日公布为上海市文物保护单位。1985年，中共中央办公厅和国务院办公厅批准把龙华革命烈士纪念地和龙华公园合建为龙华烈士陵园的决定，相关建设于1990年正式动工，上海市人民政府等在龙华二十四烈士殉难处竖立了“龙华革命烈士就义地”的纪念碑，江泽民为纪念碑题写“碧血丹心为人民”，邓小平题写园名，陈云为纪念馆题写馆名。1988年1月13日，该纪念地被公布为第三批全国重点文物保护单位。1990年11月至1991年6月，原警备司令部大门及门楼、警卫室、电话机房、办公用房和男女看守所等建筑被修复，其中从军属工厂部分划出25亩旧址，交龙华烈士陵园筹建办公室辟建为遗址区。1991年，纪念地正式对外开放。1995年，龙华革命陵园正式竣工。2020年，龙华革命烈士纪念地進行整体连通和功能拓展。

## 结构
龙华革命烈士纪念地由原国民党淞沪警备司令部旧址和龙华革命烈士就义地两部分组成:202。

### 原国民政府淞沪警备司令部旧址
旧址分为门楼和看守所两部分。门楼为水泥建筑，建于1920年12月，整体为城楼式，共有3层，墙端设有堞口，二层楼台上叠建有瞭望岗楼，岗楼护栏后侧设五米许高旗杆。门柱有圆门柱和方门柱两种，两种门柱的顶端均雕刻有西式纹饰。看守所为砖木结构，位于原司令部院内东侧，建立于1916年，1926年时被改建为独立单元，四周设高5米围墙，上面架设铁丝网，墙角处建有较高的看守岗楼。男看守所，南北并列呈“川”字形三幢，二层式平房，高一层为气窗，面积计432平方米。每幢房中间走道，两侧分隔为对称五间，室内置双层木床4座，每个房间最多可关押15人，每幢房入口处设铁栅门，其中一间房的墙壁上写有“龙华千古仰高风，壮士身亡志末穷。墙外桃花墙里血，一般鲜艳一般红。”的诗句，走廊尽头有一处简陋厕所。女看守所两间，居民式，建于在男牢西南，面积43平方米，室内搭设木板作床。看守所内另有看守长室、“优待室”、看守卫兵室等建筑。出看守所大门，西侧有一条便道通向审讯处，向北则通往“就义地”。

### 龙华革命烈士就义地
“就义地”是原国民党淞沪警备司令部的刑场，位于龙华烈士陵园东北隅，面积1500平方米，是原看守所西北部的一块荒地。1950年经考察在此附近发现被处决者遗骸和遗物，在经过附近居民及曾关押于原司令部看守所的人员的回忆，“就义地”的位置和范围得到最终确认。现“就义地”上立有“龙华革命烈士就义地”纪念碑，纪念碑后有一棵枯死的大树，上面遍布弹痕。

## 纪念活动
龙华革命烈士纪念地在1985年并入龙华烈士陵园，此后相关的纪念活动均在龙华烈士陵园当中的无名烈士纪念碑或龙华烈士纪念馆，以及迁葬入龙华烈士陵园的龙华二十四烈士墓举行。在龙华烈士陵园内的龙华烈士纪念馆当中，收藏有在原淞沪警备司令部看守被处决者的部分遗物，其中部分遗物被展出，供来访者参观和缅怀。